# Covelo AVA
The Covelo AVA (anerkannt seit dem 16. Februar 2006) ist ein Weinbaugebiet im US-Bundesstaat Kalifornien. Das Gebiet liegt ca. 70 km nördlich von Ukiah im Verwaltungsgebiet Mendocino County. Obwohl zurzeit kaum 1 Hektar Rebfläche bestockt ist, wurde Covelo vom Bureau of Alcohol, Tobacco, Firearms and Explosives eine geschützte Herkunftsbezeichnung zuerkannt. Begründet wird dies mit dem ungewöhnlichen Klima; Covelo wird durch höhere Gipfel vom Pazifischen Ozean abgeschirmt und verfügt trotz relativer Küstennähe über ein kontinentales Klima. Außerdem sind die Temperaturunterschiede zwischen Tag und Nacht sehr ausgeprägt; eine Tatsache, die für einen Qualitätsweinanbau wichtig ist.